# Danh sách tích phân với hàm hyperbolic ngược
Dưới đây là danh sách các tích phân với hàm hyperbolic ngược.
{\displaystyle \int \mathrm {arsinh} \,{\frac {x}{c}}\,dx=x\,\mathrm {arsinh} \,{\frac {x}{c}}-{\sqrt {x^{2}+c^{2}}}}
{\displaystyle \int \mathrm {arcosh} \,{\frac {x}{c}}\,dx=x\,\mathrm {arcosh} \,{\frac {x}{c}}-{\sqrt {x^{2}-c^{2}}}}
{\displaystyle \int \mathrm {artanh} \,{\frac {x}{c}}\,dx=x\,\mathrm {artanh} \,{\frac {x}{c}}+{\frac {c}{2}}\ln |c^{2}-x^{2}|\qquad {\mbox{(}}|x|<|c|{\mbox{)}}}
{\displaystyle \int \mathrm {arcoth} \,{\frac {x}{c}}\,dx=x\,\mathrm {arcoth} \,{\frac {x}{c}}+{\frac {c}{2}}\ln |x^{2}-c^{2}|\qquad {\mbox{(}}|x|>|c|{\mbox{)}}}
{\displaystyle \int \mathrm {arsech} \,{\frac {x}{c}}\,dx=x\,\mathrm {arsech} \,{\frac {x}{c}}+c\,\ln \,{\frac {x+{\sqrt {c^{2}-x^{2}}}}{c}}\qquad {\mbox{(}}x\in (0,\,c){\mbox{)}}}
hay {\displaystyle \int \mathrm {arsech} \,{\frac {x}{c}}\,dx=x\,\mathrm {arsech} \,{\frac {x}{c}}-2c\,\mathrm {arctan} \,{\sqrt {\frac {c-x}{c+x}}}}
hay {\displaystyle \int \mathrm {arsech} \,{\frac {x}{c}}\,dx=x\,\mathrm {arsech} \,{\frac {x}{c}}+2c\,\mathrm {arcsin} \,{\sqrt {\frac {x+c}{2c}}}}
hay {\displaystyle \int \mathrm {arsech} \,{\frac {x}{c}}\,dx=x\,\mathrm {arsech} \,{\frac {x}{c}}-c\,\mathrm {arctan} \,{\frac {x\,{\sqrt {\frac {c-x}{c+x}}}}{x-c}}}
hay {\displaystyle \int \mathrm {arsech} \,{\frac {x}{c}}\,dx=x\,\mathrm {arsech} \,{\frac {x}{c}}+c\,\mathrm {arcsin} \,{\frac {x}{c}}}
hay {\displaystyle \int \mathrm {arsech} \,{\frac {x}{c}}\,dx=x\,\mathrm {arsech} \,{\frac {x}{c}}-c\,\mathrm {arctan} \,{\sqrt {{\frac {c^{2}}{x^{2}}}-1}}}
{\displaystyle \int \mathrm {arcsch} \,{\frac {x}{c}}\,dx=x\,\mathrm {arcsch} \,{\frac {x}{c}}+c\,\ln \,{\frac {x+{\sqrt {x^{2}+c^{2}}}}{c}}\qquad {\mbox{(}}x\in (0,\,c){\mbox{)}}}
hay {\displaystyle \int \mathrm {arcsch} \,{\frac {x}{c}}\,dx=x\,\mathrm {arcsch} \,{\frac {x}{c}}+c\,\mathrm {arcoth} \,{\sqrt {{\frac {c^{2}}{x^{2}}}+1}}}
hay {\displaystyle \int \mathrm {arcsch} \,{\frac {x}{c}}\,dx=x\,\mathrm {arcsch} \,{\frac {x}{c}}+c|\,\mathrm {arsinh} \,{\frac {x}{c}}|}